# EQUIS
EQUIS (European Quality Improvement System) — система аккредитации высших учебных заведений, специализирующихся в менеджменте и управлении бизнесом, созданная Европейским фондом развития менеджмента EFMD (European Foundation for Management Development).
Часто EQUIS воспринимают как европейский вариант американского AACSB, или аналога престижной аккредитации AMBA.
Изначально EQUIS была создана для подтверждения качества в условиях существования широкого спектра значительно различающихся европейских систем образования.
«Задачей EQUIS не является унификация квалификаций (степеней) или стандартизация содержания учебных программ. Очевидно, что каждая страна обладает своим собственным традиционным подходом к бизнес-образованию… Equis основана на принципах признания и подтверждения сильных сторон различных национальных систем.»
Самые престижные европейские бизнес-школы стремятся получить аккредитацию EQUIS.
В России первой институциональную аккредитацию EQUIS получила ВШМ СПбГУ. В июне 2019 года Московская школа управления «Сколково» получила международную аккредитацию EQUIS EFMD.